# Demo 98
Demo 98 es un demo de la banda The Black League lanzado en 1998 pero nunca fue publicada.

## Canciones
- Avalon
- Winter Winds Sing
- Sanguinary Blues

## Créditos
- Taneli Jarva - vocalista - guitarras & bajo
- Sir Luttinen - batería

- Datos: Q5255458